# Inis Meáin
Inis Meáin lub Inis Meadhóin (ang. Inishmaan) – jedna z wysp archipelagu Aran w zachodniej Irlandii ze stromym wybrzeżem kilifowym. Uważana za najbardziej dziką z trzech wysp. Powierzchnia jej wynosi 912 ha, liczba mieszkańców wynosiła 184 osób (dane z 2022). Powszechnie używa się tu języka irlandzkiego. 
Rozsławiona przez pisarza J.M. Synge’a, który akcję swojej sztuki – Jeźdźcy morza (Riders to the Sea) umieścił właśnie w tym miejscu.
Na wyspie znajdują się dwa kamienne forty: duży Dún Conchúir (powstały między I a VII wiekiem n.e.) i nieco mniejszy Dún Fearbhai. Z tego ostatniego widać kościół Cill Chennannach z VIII wieku.
W fabryce włókienniczej produkuje się tkaniny lniane i wełniane.